# Just Berland
Pour les articles homonymes, voir Berland.
Just Berland est né le 11 janvier 1876 à Brouillet dans le département de la Marne et mort le 4 février 1951 à Châlons-sur-Marne. Il est un archiviste et historien français qui a travaillé principalement aux archives départementales de la Marne. Il est décoré de la Légion d’honneur.

## Biographie

### Naissance et formation
Just Berland naît à Brouillet (Marne) le 11 janvier 1876, du mariage d'Émile Alfred Berland, instituteur dans une école publique et de Léontine Hortense Éléonore Berland née Charles. Après sa scolarité au collège de Châlons-sur-Marne, il entre à l'École des Chartes. En 1901, il obtient son diplôme d'archiviste-paléographe, ainsi qu’une licence en droit.

### Bibliothécaire et enseignant à Besançon
Après avoir effectué son stage aux archives départementales de Meurthe-et-Moselle, Berland est nommé conservateur adjoint de la Bibliothèque de Besançon. Durant l’année universitaire 1902-1903 et au début de l'année 1903-1904, il est chargé d’un cours de paléographie (science auxiliaire de l’histoire) à la Faculté des lettres de Besançon, appliquées à l'étude des chartes et manuscrits franc-comtois. Ce cours public se déroule alors le samedi à 16h30. Pendant cette période, il réside au 12, Square Saint-Amour à Besançon.

### Archiviste dans la Marne
Dès 1903, il occupe le poste d'archiviste en chef de la Marne, laissé vacant par le décès de Paul Pélicier,. C'est là que, jusqu'en 1938, il accomplit la plus grande partie de sa carrière. Il s'investit beaucoup dans l'histoire champenoise. De ses travaux professionnels, l'État des inventaires de 1937 donne une longue liste témoignant de son activité intense.
Cependant, il est mobilisé le 2 août 1914 comme officier d’administration 2e classe du cadre auxiliaire de l’Intendance. Il est démobilisé le 28 février 1919 et reçoit la Croix de Guerre.
Après sa démobilisation, il poursuit sans discontinuer sa carrière aux archives départementales de la Marne. En 1920, il est nommé officier de l'Instruction publique et, en 1927, il est élevé au grade de chevalier de la Légion d'honneur,.
Par un arrêté ministériel du 1er septembre 1937, Just Berland est autorisé à faire une demande pour obtenir une pension de retraite. Quelques mois plus tard, en mars 1938, il est finalement admis à la retraite et nommé archiviste honoraire. Il est remplacé par Michel Le Grand. Berland fait après sa retraite aboutir en 1940 la publication du Répertoire numérique de la série M des Archives départementales de la Marne, qu'il a contribué à établir et dont il a rédigé l'introduction.

### Société d'agriculture, commerce, sciences et arts de la Marne
Just Berland devient en 1907 secrétaire de la Société d'agriculture, commerce, sciences et arts du département de la Marne. Il refuse de prendre la présidence de la Société, car il donne bien plus de valeur au rôle de secrétaire, poste qui n'est pas limité dans le temps, contrairement à la présidence.
Son premier travail réalisé pour la Société est consacré aux appellations révolutionnaires et aux changements de noms des communes, notamment dans la Marne.
Il reste en poste même après son départ en retraite. Il assure l'intérim pour son successeur Michel Le Grand, arrivé en 1938, mais mobilisé et tué au combat en 1940. Just Berland occupe finalement la fonction de secrétaire jusqu'à sa mort en 1951. Il est alors remplacé par le chanoine P. Foillot.

## Distinctions
- Chevalier de la Légion d'honneur (1927)
- Croix de guerre 1914–1918 (1919)
- Officier de l'Instruction publique (1920)

## Hommage
Après le décès de Just Berland, René Gandilhon, membre de la Société d’agriculture, commerce, sciences et arts de la Marne et depuis 1941 nouvel archiviste aux archives départementales de la Marne, écrit qu'il « a laissé à tous le souvenir d'un homme d'une exquise affabilité et d'une parfaite droiture », pour rendre hommage à la carrière de l’archiviste.
Une rue de Châlons-en-Champagne (anciennement Châlons-sur-Marne) porte le nom de Just Berland. Les archives départementales de la Marne ont siégé pendant plusieurs années au no 1 de cette rue.

## Publications
- « Appellations révolutionnaires et changement de nom des communes particulièrement dans le département de la Marne de 1790 à l’an VI », Mémoires de la Société d’Agriculture, Commerce, Sciences et Arts du département de la Marne, 1907-1908, p. 337-411, republié comme brochure à Châlons-sur-Marne, Imp.-Lib. de l'Union Républicaine, 1909.
- La théophilanthropie à Châlons, Mémoires de la Société d’Agriculture, Commerce, Sciences et Arts du département de la Marne, 1910-1911, p .287-386.
- Inventaire sommaire des Archives communales antérieures à 1790, rédigé par Max Prinet, Just Berland et Georges Gazier... Série BB (administration communale). Tome Ier, 1290-1576, Georges Gazier (1875-1951), Just Berland (1876-1951), Max Prinet (1867-1937), Besançon, Impr. de Dodivers, 1912.
- Le camp de Châlons en 1792, Mémoires de la Société d’Agriculture, Commerce, Sciences et Arts du département de la Marne, 1919-1920, p. 83-168.
- L'hôtel de l'Intendance de Champagne, Châlons-sur-Marne, Union Républicaine de la Marne, 1928.
- Les dommages de guerre après Valmy, Paris, CTHS, 1931.
- Le camp de Châlons sous l'Empire, Paris, Service Historique de l'armée, 1955 (publication posthume).